# Resolutie 765 Veiligheidsraad Verenigde Naties
Resolutie 765 van de Veiligheidsraad van de Verenigde Naties werd op 16 juli 1992 met unanimiteit aangenomen. De Veiligheidsraad riep op om het geweld in Zuid-Afrika te stoppen en de onderhandelingen om een einde te maken aan de apartheid aldaar te hervatten.

## Achtergrond
Na de Tweede Wereldoorlog werd in Zuid-Afrika het apartheidssysteem ingevoerd, waarbij blank en zwart volledig van elkaar gescheiden moesten leven maar die eersten wel bevoordeeld werden. Het ANC was fel tegen dit systeem gekant. Ook in de rest van de wereld werd het afgekeurd, wat onder meer tot sancties tegen Zuid-Afrika leidde.
Eind jaren tachtig onderhandelde de blanke regering met het ANC over het beëindigen van de apartheid. In 1991 werden de apartheidswetten ingetrokken. In 1992 sprongen de onderhandelingen af na het bloedbad van Boipatong, een aanval van ANC's rivaal de Inkatha Vrijheidspartij waarbij 45 doden vielen. Het bloedbad bij Bisho later dat jaar bracht het ANC opnieuw aan de onderhandelingstafel, en in 1994 volgden algemene vrije verkiezingen. ANC-leider Nelson Mandela werd vervolgens president van Zuid-Afrika.
Secretaris-generaal Boutros Boutros-Ghali stelde vrijwel meteen de Amerikaan Cyrus Vance aan als speciaal vertegenwoordiger, die enkele dagen later al een bezoek bracht aan Zuid-Afrika en gesprekken had met verschillende partijen. In 1993 werd de Algerijn Lakhdar Brahimi aangesteld om de activiteiten van de waarnemers, die door verschillende landen en organisaties waren gestuurd, te coördineren.

## Inhoud
De Veiligheidsraad:
- herinnert aan de resoluties 392, 473, 554 en 556.
- is bezorgd om de escalatie van het geweld in Zuid-Afrika;
- vreest dat de situatie de vrede in de regio in het gedrang brengt;
- herinnert aan de Declaratie over apartheid en dier Verwoestende Gevolgen die op 14 december 1989 werd aangenomen door de Algemene Vergadering, die opriep tot onderhandelingen in geweldloze omstandigheden;
- benadrukt dat Zuid-Afrika ervoor verantwoordelijk is dat het geweld stopt;
- benadrukt ook dat alle partijen moeten samenwerken om het geweld tegen te gaan;
- is bezorgd om de breuk in het onderhandelingsproces en vastberaden het Zuid-Afrikaanse volk bij te staan in hun strijd voor een niet-raciale democratische samenleving;

1. veroordeelt het escalerende geweld en vooral het bloedbad in de voorstad Boipatong op 17 juni en het neerschieten van ongewapende betogers;
2. dringt aan op maatregelen om het geweld te stoppen en de verantwoordelijken te berechten;
3. roept alle partijen op om samen te werken tegen het geweld en aan de uitvoering van het Nationaal Vredesakkoord;
4. nodigt secretaris-generaal Boutros Boutros-Ghali uit een speciale vertegenwoordiger voor Zuid-Afrika aan te stellen;
5. dringt er bij alle partijen op aan samen te werken met die speciale vertegenwoordiger;
6. benadrukt het belang van samenwerking aan de hervatting van de onderhandelingen;
7. dringt er bij de internationale gemeenschap op aan om de genomen maatregelen in stand te houden om de apartheid snel te beëindigen;
8. besluit om op de hoogte te blijven tot Zuid-Afrika democratisch, niet-raciaal en verenigd is.

## Verwante resoluties
- Resolutie 640 Veiligheidsraad Verenigde Naties (1989)
- Resolutie 643 Veiligheidsraad Verenigde Naties (1989)
- Resolutie 772 Veiligheidsraad Verenigde Naties
- Resolutie 894 Veiligheidsraad Verenigde Naties (1994)

Lijst ·  726 ·  727 ·  728 ·  729 ·  730 ·  731 ·  732 ·  733 ·  734 ·  735 ·  736 ·  737 ·  738 ·  739 ·  740 ·  741 ·  742 ·  743 ·  744 ·  745 ·  746 ·  747 ·  748 ·  749 ·  750 ·  751 ·  752 ·  753 ·  754 ·  755 ·  756 ·  757 ·  758 ·  759 ·  760 ·  761 ·  762 ·  763 ·  764 ·  765 ·  766 ·  767 ·  768 ·  769 ·  770 ·  771 ·  772 ·  773 ·  774 ·  775 ·  776 ·  777 ·  778 ·  779 ·  780 ·  781 ·  782 ·  783 ·  784 ·  785 ·  786 ·  787 ·  788 ·  789 ·  790 ·  791 ·  792 ·  793 ·  794 ·  795 ·  796 ·  797 ·  798 ·  799